# Лаократіс Кессідіс
Леон Лаократіс Бйорберг Кессідіс (грец. Λαοκράτης Κεσίδης; нар. 6 жовтня 1989, Швеція) — грецький борець греко-римського стилю греко-шведського походження, чемпіон та бронзовий призер Середземноморських чемпіонатів.

## Життєпис
Лаократіс народився і виріс у Швеції. Його батько — грек, а матір — шведка. Боротьбою почав займатися з 1995 року. Його батько, дядько та дід — усі були борцями. Молодший брат Александрос (Алекс) теж борець. Він з 2015 року виступає за збірну Швеції. Александрос — срібний призер чемпіонату світу, бронзовий призер чемпіонату Європи, бронзовий призер Європейських ігор, учасник Олімпійських ігор.
Лаократіс виступає за борцівські клуби AIK Brottning (Швеція) та ПАОК (Греція). Тренери — Рісзард Свієрад (з 2003 до 2009), Джиммі Самуельссон (з 2009), Рісзард Свієрад (з 2017).
Є власником охоронної фірми.

## Спортивні результати на міжнародних змаганнях

### Виступи на Чемпіонатах світу
| Змагання                        | Збірна | Вагова категорія                 | Місце |
| ------------------------------- | ------ | -------------------------------- | ----- |
| Чемпіонат світу з боротьби 2015 | Греція | греко-римська боротьба, до 98 кг | 12    |
| Чемпіонат світу з боротьби 2017 | Греція | греко-римська боротьба, до 98 кг | 10    |
| Чемпіонат світу з боротьби 2018 | Греція | греко-римська боротьба, до 97 кг | 9     |
| Чемпіонат світу з боротьби 2019 | Греція | греко-римська боротьба, до 97 кг | 21    |
| Чемпіонат світу з боротьби 2021 | Греція | греко-римська боротьба, до 97 кг | 25    |
| Чемпіонат світу з боротьби 2023 | Греція | греко-римська боротьба, до 97 кг | 14    |

### Виступи на Чемпіонатах Європи
| Змагання                         | Збірна | Вагова категорія                 | Місце |
| -------------------------------- | ------ | -------------------------------- | ----- |
| Чемпіонат Європи з боротьби 2012 | Греція | греко-римська боротьба, до 84 кг | 30    |
| Чемпіонат Європи з боротьби 2013 | Греція | греко-римська боротьба, до 96 кг | 9     |
| Чемпіонат Європи з боротьби 2017 | Греція | греко-римська боротьба, до 98 кг | 17    |
| Чемпіонат Європи з боротьби 2018 | Греція | греко-римська боротьба, до 97 кг | 5     |
| Чемпіонат Європи з боротьби 2022 | Греція | греко-римська боротьба, до 97 кг | 7     |
| Чемпіонат Європи з боротьби 2023 | Греція | греко-римська боротьба, до 97 кг | 10    |

### Виступи на Європейських іграх
| Змагання              | Збірна | Вагова категорія                 | Місце |
| --------------------- | ------ | -------------------------------- | ----- |
| Європейські ігри 2015 | Греція | греко-римська боротьба, до 98 кг | 21    |

### Виступи на Середземноморських чемпіонатах
| Змагання                                     | Збірна | Вагова категорія                 | Місце  |
| -------------------------------------------- | ------ | -------------------------------- | ------ |
| Середземноморський чемпіонат з боротьби 2012 | Греція | греко-римська боротьба, до 84 кг | Бронза |
| Середземноморський чемпіонат з боротьби 2015 | Греція | греко-римська боротьба, до 98 кг | Золото |

### Виступи на інших змаганнях
| Змагання                                                       | Збірна | Вагова категорія                 | Місце  |
| -------------------------------------------------------------- | ------ | -------------------------------- | ------ |
| Меморіал Кристьяна Палусалу 2011                               | Греція | греко-римська боротьба, до 96 кг | 5      |
| Меморіал Кристьяна Палусалу 2012                               | Греція | греко-римська боротьба, до 96 кг | 5      |
| Кубок Арво Хаавісто 2013                                       | Греція | греко-римська боротьба, до 96 кг | 7      |
| Відкритий чемпіонат Стокгольма з греко-римської боротьби 2014  | Греція | греко-римська боротьба, до 98 кг | 10     |
| Гран-прі Німеччини з боротьби 2014                             | Греція | греко-римська боротьба, до 85 кг | 20     |
| Турнір «Олімпія» 2014                                          | Греція | греко-римська боротьба, до 85 кг | Срібло |
| Кубок Арво Хаавісто 2014                                       | Греція | греко-римська боротьба, до 98 кг | 6      |
| Турнір «Олімпія» 2015                                          | Греція | греко-римська боротьба, до 98 кг | Срібло |
| Кубок Арво Хаавісто 2015                                       | Греція | греко-римська боротьба, до 98 кг | 11     |
| Кубок Хапаранди з боротьби 2015                                | Греція | греко-римська боротьба, до 98 кг | Бронза |
| Міжнародний турнір Любомира Івановича-Гедзи 2016               | Греція | греко-римська боротьба, до 98 кг | 5      |
| Кубок Арво Хаавісто 2016                                       | Греція | греко-римська боротьба, до 98 кг | Срібло |
| Турнір Дана Колова — Николи Петрова 2017                       | Греція | греко-римська боротьба, до 98 кг | 9      |
| Міжнародний турнір Любомира Івановича-Гедзи 2017               | Греція | греко-римська боротьба, до 98 кг | 5      |
| Кубок Владислава Пітласинські 2017                             | Греція | греко-римська боротьба, до 98 кг | 25     |
| Кубок Арво Хаавісто 2017                                       | Греція | греко-римська боротьба, до 98 кг | 5      |
| Меморіал Кристьяна Палусалу 2018                               | Греція | греко-римська боротьба, до 97 кг | 5      |
| Гран-прі Німеччини з боротьби 2018                             | Греція | греко-римська боротьба, до 97 кг | 22     |
| Кубок Владислава Пітласинські 2018                             | Греція | греко-римська боротьба, до 97 кг | 9      |
| Тор Мастерс 2019                                               | Греція | греко-римська боротьба, до 97 кг | 15     |
| Кубок Владислава Пітласинські 2019                             | Греція | греко-римська боротьба, до 97 кг | Срібло |
| Кубок Арво Хаавісто 2019                                       | Греція | греко-римська боротьба, до 97 кг | Бронза |
| Тор Мастерс 2020                                               | Греція | греко-римська боротьба, до 97 кг | 13     |
| Кубок Владислава Пітласинські 2020                             | Греція | греко-римська боротьба, до 97 кг | Бронза |
| Гран-прі Загреба з боротьби 2021                               | Греція | греко-римська боротьба, до 97 кг | 14     |
| Олімпійський кваліфікаційний турнір з боротьби 2020 (Будапешт) | Греція | греко-римська боротьба, до 97 кг | 10     |
| Тор Мастерс 2021                                               | Греція | греко-римська боротьба, до 97 кг | Золото |
| Турнір Дана Колова — Николи Петрова 2022                       | Греція | жіноча боротьба, до 53 кг        | Золото |
| Гран-прі Німеччини з боротьби 2022                             | Греція | греко-римська боротьба, до 97 кг | Срібло |
| Кубок Друскінінкая 2022                                        | Греція | греко-римська боротьба, до 97 кг | Золото |
| Турнір Дана Колова — Николи Петрова 2023                       | Греція | греко-римська боротьба, до 97 кг | 7      |
| Гран-прі Іспанії з боротьби 2023                               | Греція | жіноча боротьба, до 53 кг        | Срібло |
| Олімпійський кваліфікаційний турнір з боротьби 2024 (Баку)     | Греція | жіноча боротьба, до 53 кг        | 7      |
| Олімпійський кваліфікаційний турнір з боротьби 2024 (Стамбул)  | Греція | жіноча боротьба, до 53 кг        | 5      |

### Виступи на змаганнях молодших вікових груп
| Змагання                                       | Збірна | Вагова категорія                 | Місце |
| ---------------------------------------------- | ------ | -------------------------------- | ----- |
| Чемпіонат Європи з боротьби серед юніорів 2008 | Греція | греко-римська боротьба, до 84 кг | 21    |
| Чемпіонат світу з боротьби серед юніорів 2008  | Греція | греко-римська боротьба, до 84 кг | 17    |
| Чемпіонат Європи з боротьби серед юніорів 2009 | Греція | греко-римська боротьба, до 96 кг | 12    |
| Чемпіонат світу з боротьби серед юніорів 2009  | Греція | греко-римська боротьба, до 96 кг | 21    |